# Alexander Kostin
| 590739 Miloslavov | 18 settembre 2012 |

Alexander Kostin (...) è un astronomo amatoriale statunitense.
Il Minor Planet Center gli accredita le scoperte di cinque asteroidi, effettuate tra il 2012 e il 2013, tutte in collaborazione con Tomáš Vorobjov.